# Mr. Bliss
Mr. Bliss è una favola illustrata scritta da J.R.R. Tolkien, pubblicata postuma nel 1982. Racconta la storia di Mr. Bliss e del suo primo giro a bordo della nuova autovettura; molte avventure seguono: incontri con orsi, vicini arrabbiati, irati negozianti, e collisioni assortite.
La macchinina del figlio terzogenito di Tolkien, Christopher, si racconta sia stata alla base dell'idea iniziale della fiaba. La storia fu ispirata dalle disavventure che Tolkien stesso ebbe con la sua prima automobile. Nel 1932, la famiglia Tolkien comprò un'automobile che prese il nome di Joe Old, ricavato dalle prime lettere della targa (JO 9184) e da quel momento iniziarono le avventure che verranno poi trascritte nella favola.

## Trama
Mr. Bliss decide di comprare una macchina gialla con le ruote rosse e si mette in viaggio per andare a trovare gli amici, provocando numerosi disastri. Numerose le avventure del protagonista: l'incontro con tre orsi nel bosco, con i vicini di casa arrabbiati, con negozianti irritati, e qualche incidente.

## Storia editoriale
Tolkien sottopose il libro alla casa editrice che già aveva pubblicato Lo Hobbit, che aspettava con ansia una nuova opera che potesse replicarne il successo. Tuttavia, la pubblicazione non ebbe luogo, a causa dei costi proibitivi che le illustrazioni d'Autore avrebbero comportato. Il manoscritto rimase in un cassetto fino al 1957, quando Tolkien lo vendette - insieme ai manoscritti originali di Il Signore degli Anelli, Lo Hobbit e Il cacciatore di  draghi - alla Marquette University, per la cifra complessiva di 1 250 sterline.
Il libro uscì nel 1982, con le tavole disegnate e scritte a mano da Tolkien su una pagina, mentre la trascrizione era sulla pagina a fronte.

## Edizioni italiane
- Mr. Bliss, traduzione di Francesco Saba Sardi, Milano, Rusconi Libri, ottobre 1984, ISBN 88-18-12005-0. - Milano, Bompiani, settembre 2000, ISBN 88-452-9049-2; Milano-Firenze, Bompiani, ottobre 2022, ISBN 978-88-301-0976-6.